# Tour of Oman
Tour of Oman – wieloetapowy wyścig kolarski rozgrywany corocznie w Omanie.
Organizatorem wyścigu jest Amaury Sport Organisation. Pierwsza edycja odbyła się w 2010. Od powstania należał do cyklu UCI Asia Tour - początkowo z kategorią 2.1, a od 2012 z kategorią 2.HC, a od 2020 został włączony do powstałego wówczas cyklu UCI ProSeries.

## Zwycięzcy
Opracowano na podstawie:
| Rok  | Pierwsze          | Drugie                 | Trzecie            |          |
| ---- | ----------------- | ---------------------- | ------------------ | -------- |
| 2010 | Fabian Cancellara | Edvald Boasson Hagen   | Cameron Meyer      |          |
| 2011 | Robert Gesink     | Edvald Boasson Hagen   | Giovanni Visconti  |          |
| 2012 | Peter Velits      | Vincenzo Nibali        | Tony Gallopin      |          |
| 2013 | Chris Froome      | Alberto Contador       | Cadel Evans        |          |
| 2014 | Chris Froome      | Tejay van Garderen     | Rigoberto Urán     |          |
| 2015 | Rafael Valls      | Tejay van Garderen     | Alejandro Valverde |          |
| 2016 | Vincenzo Nibali   | Romain Bardet          | Jakob Fuglsang     |          |
| 2017 | Ben Hermans       | Rui Costa              | Fabio Aru          |          |
| 2018 | Aleksiej Łucenko  | Miguel Ángel López     | Gorka Izagirre     |          |
| 2019 | Aleksiej Łucenko  | Domenico Pozzovivo     | Jesús Herrada      |          |
| 2020 | odwołany          | odwołany               | odwołany           | odwołany |
| 2021 | odwołany          | odwołany               | odwołany           | odwołany |
| 2022 | Jan Hirt          | Fausto Masnada         | Rui Costa          |          |
| 2023 | Matteo Jorgenson  | Mauri Vansevenant      | Geoffrey Bouchard  |          |
| 2024 | Adam Yates        | Jan Hirt               | Finn Fisher-Black  |          |
| 2025 | Adam Yates        | Valentin Paret-Peintre | David Gaudu        |          |